# La Ruffin
La Ruffin es una localidad de Trinidad y Tobago, que forma parte de la región de Princes Town.

## Geografía
La localidad abarca parte de la isla Trinidad y limita al norte con La Savanne, al sur con el canal de Colón, al este con Canaree y al oeste con Bon Jean y Moruga Village.

## Demografía
Datos demográficos de la localidad de La Ruffin:
| Gráfica de evolución demográfica de La Ruffin entre 2000 y 2011 |
|                                                                 |